# Alfred Schrobsdorff
Alfred Schrobsdorff (* 29. Dezember 1861 in Charlottenburg; † 11. Februar 1940 in Berlin-Charlottenburg; vollständiger Name: Otto Emil Alfred Schrobsdorff) war ein deutscher Architekt und Immobilien-Unternehmer. Seit den späten 1880er Jahren entstanden durch ihn zahlreiche Wohngebäude, vor allem in der bis 1920 selbständigen Stadt Charlottenburg. Schrobsdorff galt als „Baukönig von Charlottenburg“.

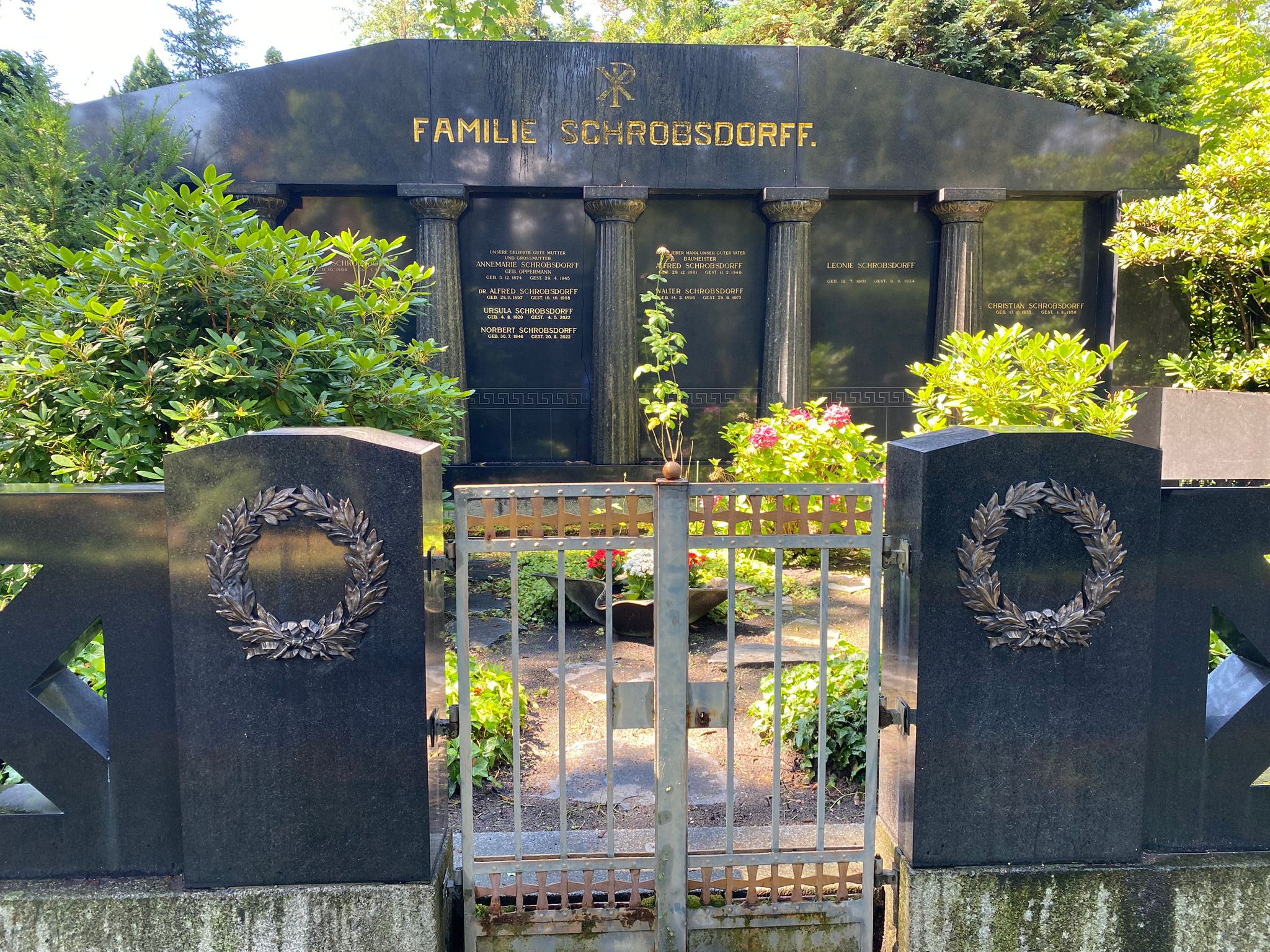
Familiengrabstätte auf dem Luisenfriedhof II

## Leben

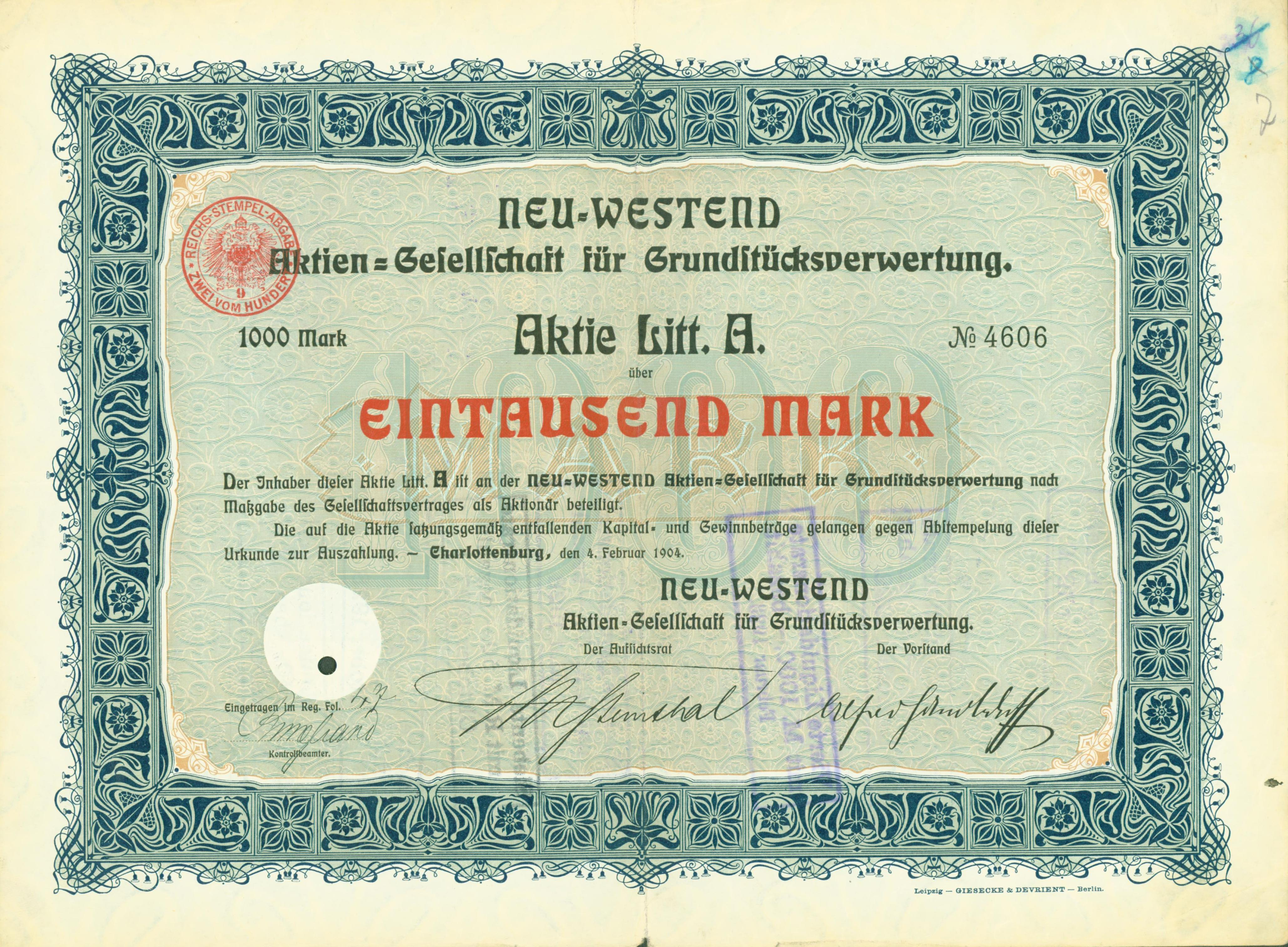
Aktie über 1000 Mark der Neu-Westend AG für Grundstücksverwertung vom 4. Februar 1904 mit den Unterschriften von Aufsichtsrat Steinthal und Vorstand Schrobsdorff

Alfred Schrobsdorff war der Sohn des Ackerbürgers Georg Friedrich Schrobsdorff (1826–1873) und der Charlotte Caroline Wilhelmine geb. Kühne. Nach Schulbesuch und einer Ausbildung zum Baumeister gründete er im Jahr 1892 die Terraingesellschaft Stadtbahnhof Charlottenburg. Diese kaufte – unter ihrem Vorstand Alfred Schrobsdorff – Baugrundstücke an, die sich vor allem rund um den Stuttgarter Platz in Charlottenburg befanden. Die Gesellschaft wurde 1901 wieder aufgelöst. Die Aktionäre erhielten bis 1903 ihr eingezahltes Kapital zu über 136 Prozent zurück. Anschließend gründete Alfred Schrobsdorff gemeinsam mit Max Steinthal von der Deutsche Bank AG die Neu-Westend AG für Grundstücksverwertung in Charlottenburg, die das 134 Hektar große Areal Neu-Westends, südwestlich der Villenkolonie Westend um den heutigen Theodor-Heuss-Platz und die Reichsstraße, parzellierte und zum Teil auch selbst bebaute. Anschließend wurden die Immobilien vermarktet. Schrobsdorff zog 1907 mit seiner Familie selbst nach Westend, in eine von Bernhard Schaede entworfene repräsentative Villa auf einem Eckgrundstück Ahornallee 22–24 / Klaus-Groth-Straße 9–11, die im Krieg teilweise zerstört wurde und stark vereinfacht wieder hergerichtet wurde.
Alfred Schrobsdorff ruht in der Familiengrabstätte auf dem Luisenfriedhof II.

## Familie
Schrobsdorff heiratete 1892 in Charlottenburg  Anna Oppermann (1874–1945). Aus der Ehe gingen vier Söhne hervor: Erich (1893–1952), Kurt (1894–1895), Walter (1896–1973) und Dr. Alfred (1897–1988).
Die Schriftstellerin Angelika Schrobsdorff, eine Enkelin Alfred Schrobsdorffs, hat in ihrem Buch Du bist nicht so wie andre Mütter mit kritischem Blick auch das angespannte Leben in der Schrobsdorff’schen Villa beschrieben.

## Stiftung
Im 20. Jahrhundert wurde von Familienmitgliedern die Familienstiftung Dr. Alfred Schrobsdorff gegründet, die laut ihres Statuts „… die von der Stifterin abstammenden Abkömmlinge fördert, ferner das Heimatmuseum Charlottenburg sowie Einrichtungen, welche die Erhaltung öffentlicher Baudenkmäler im Berliner Westend fördern, unterstützt.“

## Bauten
- 1885: Mehrfamilienwohnhaus mit Läden Sophie-Charlotten-Straße 89 / Seelingstraße 60
- 1886: Mehrfamilienwohnhaus Wulfsheinstraße 5
- 1886–1887: Mehrfamilienwohnhaus Seelingstraße 29
- 1887–1888: Mehrfamilienwohnhaus mit Läden Danckelmannstraße 11 / Seelingstraße 42
- 1887–1888: Mehrfamilienwohnhaus Wulfsheinstraße 3
- 1888: Mehrfamilienwohnhaus mit Läden Behaimstraße 21
- 1889–1890: Mehrfamilienwohnhaus mit Läden Seelingstraße 58
- 1890–1891: Mehrfamilienwohnhaus mit Läden Danckelmannstraße 50
- 1890–1891: Mehrfamilienwohnhaus mit Läden Richard-Wagner-Straße 37
- 1891–1892: Mehrfamilienwohnhaus mit Läden (Vorderhaus) Krumme Straße 5
- 1892–1893: Mehrfamilienwohnhaus mit Läden Danckelmannstraße 42
- 1893–1894: Mehrfamilienwohnhäuser mit Läden Thrasoltstraße 5 und 7
- 1895–1896: Mehrfamilienwohnhaus mit Läden Behaimstraße 4
- 1895–1896: Mehrfamilienwohnhäuser Klausenerplatz 8/9
- 1896–1897: Mehrfamilienwohnhaus mit Läden Klausenerplatz 14
- 1896–1897: Mehrfamilienwohnhaus mit Läden Wilmersdorfer Straße 8A / Schustehrusstraße 11
- 1899: Mehrfamilienwohnhaus mit Läden Richard-Wagner-Straße 55 / Behaimstraße 2
- 1899–1900: Mehrfamilienwohnhaus mit Läden Richard-Wagner-Straße 57
- 1900–1901: Mehrfamilienwohnhaus  mit Läden Klausenerplatz 11
- 1901–1902: Mehrfamilienwohnhaus Fasanenstraße 30 (mit Bernhard Hellwag)
- 1902: Mehrfamilienwohnhaus mit Läden Christstraße 8A
- 1905–1906: Mehrfamilienwohnhaus mit Läden Kaiser-Friedrich-Straße 3A
- 1906–1907: Mehrfamilienwohnhaus mit Läden und Fabrikgebäude Klausenerplatz 19
- 1906–1907: Doppelwohnhaus Klaus-Groth-Straße 4/5 (Reinhard Koch und Emil Stegmeyer)
- 1910–1911: Fertigstellung des Mehrfamilienwohnhauses Riehlstraße 2 (nachdem der ursprüngliche Architekt Conrad Stumm insolvent wurde; heute noch das zur Stadtautobahn gelegene Gartenhaus erhalten)[12]

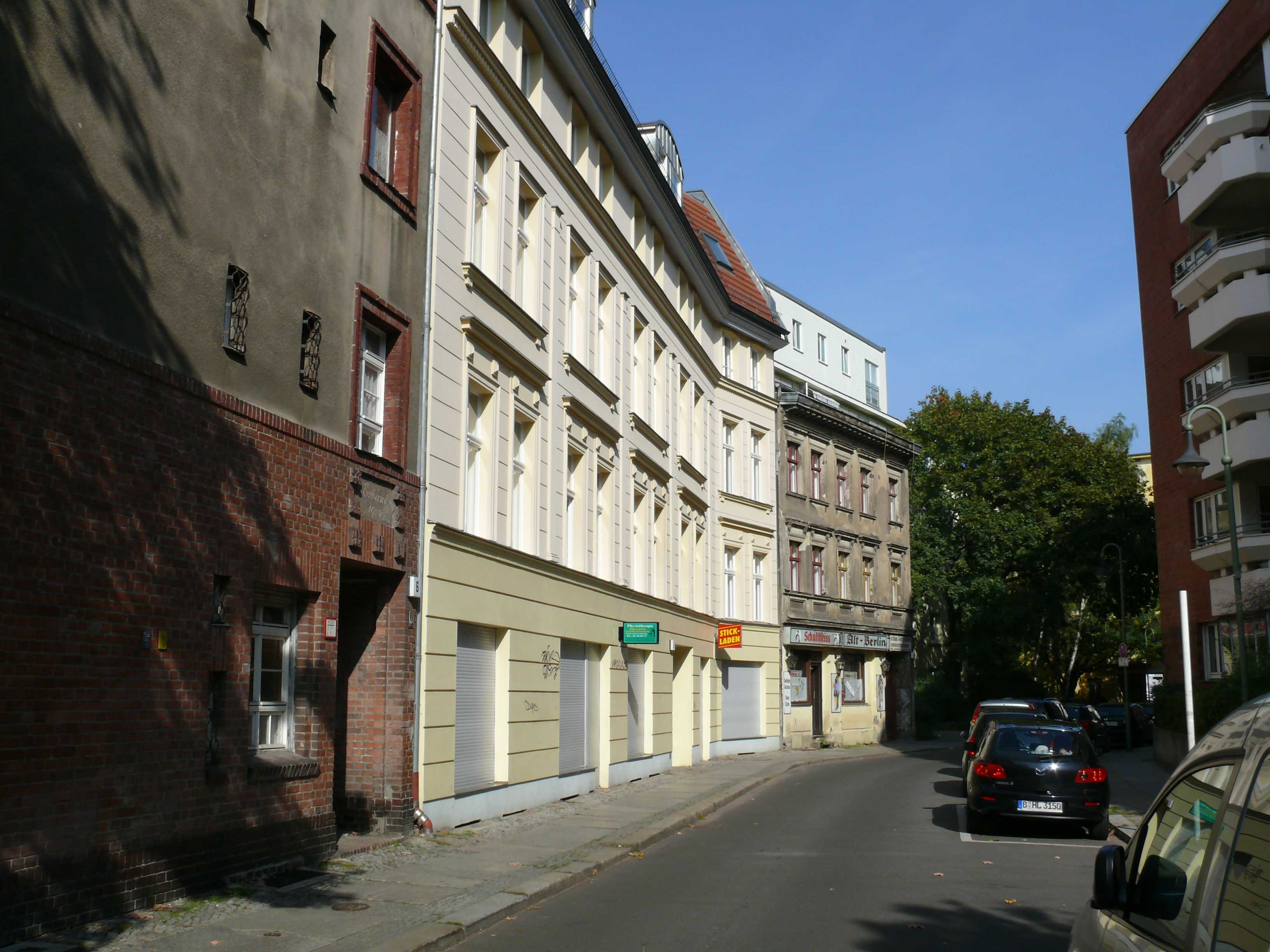
Haus Krumme Straße 5